# Ismail Khafi
Ismail Khafi (en arabe : إسماعيل خافي), né le 19 septembre 1995 à Casablanca, est un footballeur marocain évoluant au poste d'attaquant au Mouloudia d'Oujda.

## Biographie

### En club

#### Formation et débuts
Ismail Khafi voit le jour le 19 septembre 1995 à Casablanca, dans le quartier de Hay El Farah. Il commence le football avec le Tihad Athletic Sport.
En 2018, il rejoint l'Ittihad Zemmouri de Khémisset, qui évolue alors en Botola Pro2. Lors de la saison 2018-2019, il atteint la demi-finale de la Coupe du trône contre le TAS de Casablanca, futur vainqueur de la compétition (défaite, 4-2).

#### MC Oujda
Le 1er août 2019, il signe un contrat de trois ans au Mouloudia d'Oujda.
Lors de la saison 2019-2020, il inscrit un total de huit buts en première division marocaine. Le 29 novembre 2019, il se met en évidence en étant l'auteur d'un triplé sur la pelouse de l'Olympique Khouribga, permettant à son équipe de l'emporter 1-4 à l'extérieur.

#### AS FAR et Al-Sailiya
Le 9 septembre 2021, il signe un contrat de deux saisons avec l'AS FAR.  Le 14 mai 2022, il remporte la Coupe du trône après une victoire de 3-0 au stade Adrar face au Moghreb de Tetouan.
Le 23 janvier 2023, Khafi rejoint le club qatari Al-Sailiya pour six mois,. Il y dispute 12 matchs, inscrit 2 buts et délivre 4 passes décisives.

#### IR Tanger et Qadsia
Le 5 août 2023, il signe un contrat de deux saisons avec l'Ittihad de Tanger. Au terme de la saison 2023–24, il marque 13 buts en 28 matchs de championnat, terminant deuxième au tableau des buteurs derrière Yousri Bouzok,.
En juin 2024, il s'envole au Koweït pour rejoindre le club d'Al-Qadsia. Il termine la saison comme le meilleur buteur de son équipe avec 16 buts en 37 rencontres.

#### Raja CA
Le 16 août 2025, le Raja Club Athletic annonce la finalisation du transfert de Ismail Khafi depuis le club koweïtien. Le joueur s'est engagé pour deux saisons avec l'option d'une troisième année.

### En sélection
En décembre 2020, il est convoqué par Houcine Ammouta avec le sélection A' pour un stage de préparation face à l'équipe de Guinée. Le 8 janvier 2021, il prend part au match amical et marque son premier but en sélection à la 71e minute (victoire, 2-1).
Mi-janvier 2021, il figure sur la liste définitive de l'équipe du Maroc A' pour prendre part au championnat d'Afrique, sous les commandes de l'entraîneur Houcine Ammouta. Lors de la compétition, il fait deux entrées en jeu, une face au Rwanda à la 88e minute, et l'autre face à la Zambie.

## Palmarès

### En club
AS FAR
- Botola Pro1
  - Champion : 2022-2023

- Coupe du trône
  - Vainqueur : 2022.

### En sélection
Maroc A'
- Championnat d'Afrique des nations (CHAN)
  - Vainqueur : 2021